# Хотінська волость
Хотінська волость — адміністративно-територіальна одиниця Сумського повіту Харківської губернії.

Найбільші поселення волості станом на 1914 рік:
- село Хотінь — 4339 мешканців.
- село Кіндратівка — 2293 мешканці.
- село Кровне — 2017 мешканців.

Старшиної волості був Карапузов Микола Олексійович, волосним писарем — Кривомазов Максим Степанович, головою волосного суду — Дегтярев Афанасій Кирилович.